# Bamusso
Bamusso – miasto w Kamerunie, w Regionie Południowo-Zachodnim. Liczy około 25,3 tys. mieszkańców.